# Орісса Келлі
Орісса Келлі (англ. Orissa Kelly) — британська акробатка, яка спеціалізується на стрільбі з лука ногами. 

## Біографія
Орісса Келлі народилася 6 березня 1995 року у Вотфорді. У трирічному віці дівчина почала займатися гімнастикою. Орісса брала участь у національних та міжнародних змаганнях з гімнастики, але у віці 17 років закінчила свою гімнастичну кар'єру. У тому ж віці Келлі зацікавилася повітряною акробатикою та почала тренуватися у спеціалізованій школі ("Du Sol School of Aerial and Acrobatics"). Через два роки Орісса стала першою артисткою у Великій Британії, якій вдалося створити номер зі стрільбою з лука ногами. 

## Нагороди
| Рік  | Нагорода                   | Номінація                                                                          | Робота       | Результат |
| ---- | -------------------------- | ---------------------------------------------------------------------------------- | ------------ | --------- |
| 2018 | Премія Гільдії кіноакторів | Премія Гільдії кіноакторів США за найкращий каскадерський ансамбль в ігровому кіно | «Диво-жінка» | Перемога  |